# Phytophthora palmivora
Phytophthora palmivora là một loài Oomycetes trong họ Pythiaceae. Loài này được E.J.BulterE.J.Bulter miêu tả khoa học đầu tiên năm.
Đây là loài gây hại của cây Acacia mangium, phát triển phổ biến ở Indonesia.